# Шестериков, Сергей Петрович
Сергей Петрович Шестериков (3 апреля (21 марта) 1903 года, Одесса — 6 ноября 1941 года, Вологда) — советский литературовед, библиограф. Автор работ о творчестве А. С. Пушкина, Л. Н. Толстого, И. С. Тургенева, Т. Г. Шевченко, один из лучших специалистов по творчеству Н. С. Лескова.

## Биография
Родился в семье известного ботаника Петра Степановича Шестерикова и учительницы иностранных языков Луизы Степановны Шестериковой. Дедом Сергея со стороны матери был француз Этьен Лантересс, оказавшийся в Одессе в 1848 году во время Французской революции. Детство и юность Сергей провёл в Одессе.
В 1922 году Шестериков создает первую серьёзную работу — библиографию сочинений Н. С. Лескова, который становится его главным объектом изучения на всю жизнь. В 1923 году Шестериков начинает работать в Одесской публичной библиотеке, куда его с детства водил отец. Он вступает в переписку с ведущими литературоведами страны: М. А. Цявловским, Б. Л. Модзалевским. В 1924 году начинает печататься. В 1926 году Шестерикова призывают на срочную службу в Красную Армию, а весной того же года выходит 30-й том «Известий Отделения русского языка и словесности АН СССР», в котором опубликована библиография Н. С. Лескова за его авторством. Эта работа вызывает восторженные отклики Б. Л. Модзалевского, М. П. Алексеева, М. А. Цявловского, А. И. Белецкого. По возвращении из армии Шестериков отправляется в Государственную библиотеку СССР имени В. И. Ленина в Москве, где получает копии писем Н. С. Лескова к Л. Н. Толстому. Выпущенный Шестериковым комментарий к этим письмам становится классическим.
В 1928 году Шестериков переезжает в Ленинград, где открылась вакансия в Пушкинском Доме. Он занимает должность технического помощника, а затем получает повышение до научного сотрудника II разряда. В 1929 году, как он считает, в результате интриг, его сокращают. Шестериков остаётся в Ленинграде и продолжает публиковаться в издательстве «Academica».
17 июля 1930 года, по оговору Н. В. Измайлова, арестованного в рамках «Академическое дело», Шестериков оказывается за решёткой. Его обвиняют в участии в организации, якобы созданной историками С. Ф. Платоновым и Е. В. Тарле и приговаривают к высшей мере, которую заменили на 10 лет лагерей. 7 лет и 4 месяца он проводит на Соловках, работает на лесозаготовках, заведует лошадьми. Эти годы навсегда меняют его мировосприятие, он больше не может радоваться жизни. Но даже в заключении Шестериков продолжает составлять картотеку Н. С. Лескова.
Освободившись 22 ноября 1937 года и не имея возможности жить в центральных городах, Шестериков поселяется в Саратове. в середине июня 1938 года милиция требует от него покинуть город. Он решает перебраться в родную Одессу, но сначала, в нарушение режима, заезжает к сестре в Москву. Здесь он знакомится с К. П. Богаевской, своей будущей женой, и В. Д. Бонч-Бруевичем, директором Государственного Литературного музея. Бонч-Бруевич привлекает Шестерикова к работе работе над томами «Летописей», посвящённых Н. С. Лескову. Их он редактирует уже в Одессе.
В марте 1939 года теперь уже одесская милиция вынуждает Шестерикова сменить место жительство. Он переезжает в Можайск. В январе 1940 он подаёт документы на реабилитацию. Но в том же году меняются условия пребывания осужденных граждан, и больше ему находиться в Можайске нельзя. Следующим местом жительства становится тихая станция Завидово в Калининской области. Здесь он находится, когда немецкие войска вторгаются в СССР. Шестериков хочет идти на фронт добровольцем, но призыв осужденных запрещён. Всё меняется через несколько месяцев: 15 сентября Шерстобитов мобилизован и направлен в ветеринарный лазарет.
Дальнейшая судьба Сергея Петровича Шестерикова малоизвестна. Его имя обнаруживается в списках расстрелянных 6 ноября 1941 года по приговору Военного трибунала гарнизона города Вологда. По данным некоторых источников, он был посмертно реабилитирован, однако официальных свидетельств этому не обнаружено.